# Spiroctenus tricalcaratus
Spiroctenus tricalcaratus är en spindelart som först beskrevs av William Frederick Purcell 1903.  Spiroctenus tricalcaratus ingår i släktet Spiroctenus och familjen Nemesiidae. Inga underarter finns listade i Catalogue of Life.